# Język malajski betawi
Język malajski betawi lub język betawi – rodzimy język ludu Betawi, zamieszkującego stolicę Indonezji – Dżakartę.
Stanowi pochodną języka malajskiego, przy czym jego stosunek do innych odmian tego języka pozostaje niejasny. Bywa klasyfikowany jako język kreolski oparty na malajskim (np. przez Ethnologue) bądź też jako dialekt tego języka. Według danych spisu powszechnego z 2000 roku posługuje się nim ok. 5 mln osób. Dokładne określenie liczby użytkowników jest niemożliwe ze względu na bliżej nieokreśloną definicję etniczną i kulturową pojęcia Betawi.
Uważa się, że jest zagrożony wymarciem. Jego użytkownicy tworzą w Dżakarcie niewielką mniejszość. Nie służy jako środek szerszej komunikacji poza społecznością Betawi.
Rozwinął się w połowie XIX wieku i wykazuje odrębność od pozostałych odmian języka malajskiego. Jest słabo zrozumiały dla tych użytkowników języka indonezyjskiego, którzy nie mieli z nim wcześniejszej styczności. Do charakterystycznych jego cech należą: zastąpienie cząstek -a i -ah na końcu wyrazów głoską è, redukcja pierwotnej morfologii malajskiej, wykorzystanie elementów morfologii jawajskiej i balijskiej, obecność zaimków wywodzących się z chińskiego dialektu hokkien (1. i 2. os.), obfitość pożyczek słownikowych z innych języków (jawajskiego, sundajskiego, balijskiego, holenderskiego, portugalskiego i chińskiego). Standardowym afiksom czasownikowym -kan i -i odpowiada pojedynczy sufiks -in, jest to cecha zaczerpnięta z języka balijskiego. Wpływy jawajskie w betawi są silnie zaznaczone i sięgają aspektów składni, morfologii, fonologii i leksyki; wiele tych elementów zostało zaczerpniętych przez potoczny język stolicy. Mimo to istnieją duże różnice słownikowe między betawi a dżakarckim indonezyjskim.
Lokalnie jest określany różnymi nazwami, wśród których są m.in.: bahasa Melayu („język malajski”), bahasa Jakarta („język dżakarcki”), bahasa Betawi („język betawi”), Melayu Kasar („niekulturalny malajski”), Melayu Dèsa („wiejski malajski”). Inne odnotowane nazwy to: Melayu Betawi („malajski betawi”), Melayu Jakarte/Jakarta („malajski dżakarcki”), Omong Djakarta („mowa dżakarcka”).
Według jednej z propozycji (B. Nothofer) malajski betawi jest spokrewniony z malajskim wyspy Bangka, który miałby być dla niego językiem źródłowym. Niemniej mnogość zapożyczeń z różnych źródeł utrudnia badanie historii i związków zewnętrznych tego języka.
Jest prekursorem dżakarckiej odmiany języka indonezyjskiego (Colloquial Jakarta Indonesian). Pozostaje jednak wobec niej odrębny, przy czym osoby z zewnątrz nie zawsze czynią rozróżnienie między tymi odmianami. Niektóre jego cechy przedostały się do języka mieszkańców stolicy, a za jego pośrednictwem do mowy potocznej innych miast Indonezji. Badacze wskazują na brak wyraźnej granicy między językiem malajskim betawi a potocznym dialektem dżakarckim – oba byty językowe funkcjonują w ramach kontinuum, w którym mieści się także standardowy język indonezyjski.